# Coupe du Portugal de football 1975-1976
Navigation
1974-1975 1976-1977

La Coupe du Portugal de football 1975-1976 est la 36e édition de la Coupe du Portugal de football, considéré comme le deuxième trophée national le plus important derrière le championnat. 
La finale est jouée le 13 juin 1976, au stade des Antas à Porto, entre le Boavista Futebol Clube et le Vitória Guimarães. Le Boavista remporte son deuxième trophée en battant le Vitória Guimarães 2 à 1 et se qualifie pour la Coupe d'Europe des vainqueurs de coupe de football 1976-1977.

## Finale
| 13 juin 1976 | Boavista Futebol Clube | 2 - 1   | Vitória Guimarães | Stade des Antas à Porto     |                             |
|              |                        | (1 - 0) |                   | Arbitrage : António Garrido | Arbitrage : António Garrido |
|              | Feuille de match       |         |                   | Arbitrage : António Garrido | Arbitrage : António Garrido |